# Chemins de fer des Montagnes Neuchâteloises
| Chemins de fer des Montagnes Neuchâteloises | Chemins de fer des Montagnes Neuchâteloises |
| ------------------------------------------- | ------------------------------------------- |
| BDe4/4 Nr. 7 in La Chaux-de-Fonds           |                                             |
| Streckenlänge:                              | 20,47 km                                    |
| Spurweite:                                  | 1000 mm (Meterspur)                         |
| Stromsystem:                                | 1500 V =                                    |
| Maximale Neigung:                           | 40 ‰                                        |
|                                             |                                             |

Die Chemins de fer des Montagnes Neuchâteloises (CMN), offiziell Compagnie des Chemins de fer des Montagnes Neuchâteloises, waren eine Bahngesellschaft im Kanton Neuenburg in der Schweiz.

## Geschichte
Die Chemins de fer des Montagnes Neuchâteloises (CMN) entstanden per 1. Januar 1947, als Ergebnis einer Zweckfusion der Ponts–Sagne–Chaux-de-Fonds-Bahn (PSC) und der Régional des Brenets (RdB). Das Privatbahnhilfegesetz von 1939 sah die Möglichkeit vor, Beiträge an finanziell stark belastete Privatbahnen auszurichten; Abschnitt 2 von 1941 sah dabei Finanzhilfen für die PSC und die RdB vor. Daran geknüpft war allerdings die Bedingung, die beiden Neuenburger Meterspurbahnen miteinander zu fusionieren; eine Forderung, die auch weitere kleinere Privatbahnen betraf und zu einer ganzen Reihe von Fusionen führte.
Auf Bestreben des Kantons Neuenburg wurden mit Fusionsvertrag vom 27. Mai 1999 drei kantonal beherrschte Verkehrsunternehmen rückwirkend per 1. Januar 1999 fusioniert. Die CMN, die Transports du Val-de-Ruz (VR) und die Régional du Val-de-Travers (RVT) wurden von der neu gegründeten «TRN SA» übernommen, den Transports Régionaux Neuchâtelois (TRN) mit Sitz in La Chaux-de-Fonds.

## Bahnstrecken
Mit der Fusion qualifizierten sich die Chemins de fer des Montagnes Neuchâteloises für finanzielle Beiträge durch den Bund. Sowohl die am 26. Juli 1889 eröffnete, 16 km lange Bahnstrecke von La Chaux-de-Fonds nach Les Ponts-de-Martel der Ponts–Sagne–Chaux-de-Fonds-Bahn (PSC) wie auch die am 1. September 1890 eröffnete, 4 km lange Bahnstrecke von Le Locle nach Les Brenets des Régional des Brenets (RdB) wurden modernisiert und mit 1500 Volt Gleichstrom elektrifiziert. Der elektrische Betrieb wurde am 13. Mai 1950 auf der Bahnstrecke von La Chaux-de-Fonds nach Les Ponts-de-Martel und am 1. Juli 1950 auf der Bahnstrecke von Le Locle–Les Brenets aufgenommen.
Für den elektrischen Betrieb musste auch neues Rollmaterial beschafft werden. Dazu holten die Chemins de fer des Montagnes Neuchâteloises Offerten für neue Fahrzeuge ein. Wie sich herausstellte, lagen die Angebote der Schweizer Hersteller deutlich über dem Budget und den Vorstellungen der Eisenbahngesellschaft, so dass entgegen damaliger Usanz ausnahmsweise ein italienischer Hersteller berücksichtigt wurde. Bestellt und geliefert wurden fünf Triebwagen CFe 4/4 1–5 und zwei zugehörige Steuerwagen Ct 11–12. Wagenkasten und mechanische Komponenten lieferten die Officine Meccaniche Reggiane aus der namensgebenden Region Reggio, die je vier Fahrmotoren pro Triebwagen lieferte die italienische BBC-Tochter Tecnomasio Italiano Brown Boveri (TIBB) aus Vado Ligure; einzig die weiteren elektrischen Komponenten lieferte die in Genf ansässige Société Anonyme des Ateliers de Sécheron (SAAS). Die Triebwagen konnten sowohl unter sich in Vielfachsteuerung wie auch zu zweit in Vielfachsteuerung mit einem Steuerwagen oder alleine mit einem Steuerwagen verkehren. Dieses Konzept diente später als Vorbild bei den 1952 und 1953 beschafften Gepäcktriebwagen De 4/4 401–403, den Triebwagen BDe 601-608 und den dazugehörenden Steuerwagen Bt 701–706 der Chemins de fer du Jura CJ.
Da die beiden Strecken keine direkte Verbindung zueinander besitzen, ergab sich die Situation, dass die Fahrzeuge jeweils langfristig an eine der beiden Strecken gebunden waren, obwohl sie nicht streckenspezifisch beschafft worden waren. Ursprünglich waren in der Regel drei Triebwagen und ein Steuerwagen dem PSC-Depot in «Ponts» zugeteilt, während das RdB-Depot «Les Brenets» über zwei Triebwagen und einen Steuerwagen verfügte.
Ab 1966 beförderten die CMN auf der Strecke von La Chaux-de-Fonds nach Les Ponts-de-Martel offene Normalspurwagen, zunächst auf gemieteten CJ-Rollschemeln. Ab 1970 wurden Rollschemel aus Schaffhausen und von der GFM übernommen. Seit dem Abbruch der Verladeanlage in La Chaux-de-Fonds müssten Wagen ab Tavannes oder Glovelier zugeführt werden, worauf bislang verzichtet wurde.
Nach über 30 Jahren im Betrieb stellte sich die Frage nach einer Aufarbeitung bestehender Fahrzeuge oder einer Neubeschaffung. Die im Falle sämtlicher unrentablen Regionalbahnen stets von neuem aufkeimende Diskussion über die Weiterführung oder Einstellung verschonte auch die CMN nicht. Als sich aufdrängende Massnahme wurde der BDe 4/4 3 im Jahre 1986 vom Bieler Carrossier Ramseier & Jenzer (R&J) modernisiert; dieselbe Prozedur durchliefen im Jahre 1987 auch BDe 4/4 2 und 5.
Mit der Entscheidung des Kantons Neuenburg, den Bahnbetrieb auf der Bahnstrecke La Chaux-de-Fonds–Les Ponts-de-Martel langfristig beizubehalten, wurden hierfür zwei Triebwagen BDe 4/4 6–7 beschafft. Die 1991 ausgelieferten Fahrzeuge stammen im mechanischen Teil von den Ateliers de constructions mécaniques de Vevey (ACMV), im elektrischen Teil von Asea Brown Boveri (ABB) und sind eine Weiterentwicklung der bereits 1985 an die Westschweizer Meterspurbahnen Nyon–Saint-Cergue–Morez-Bahn (NStCM) und Lausanne–Echallens–Bercher-Bahn (LEB) gelieferten Fahrzeuge. Ein weiterer baugleicher Triebwagen, der BDe 4/4 8, wurde 1996 ausgeliefert, wobei ein Teil der 1991 bezogenen Ersatzteile für den Bau dieses dritten Triebwagens eingesetzt wurden, um den gestiegenen Stückpreis zu senken.
Da die drei Triebwagen BDe 4/4 6–8 für die Abwicklung des Fahrplanverkehrs zwischen La Chaux-de-Fonds und Les Ponts-de-Martel ausreichen, wurden die modernisierten Triebwagen BDe 4/4 2, 3 und 5 sowie der 1993 ebenfalls durch R+J modernisierte Steuerwagen Bt 12 auf die Strecke Le Locle–Les Brenets versetzt. Der Triebwagen BDe 4/4 1 wurde im Jahre 1997 durch die CMN bis auf das Untergestell abgebrochen. Auf das Untergestell kam ein neuer Aufbau von «Lauber et Fils», das Fahrzeug kam 1998 als Salon-Steuerwagen Ast 21 wieder in Betrieb. Dieser ist sowohl mit den Triebwagen BDe 4/4 6–8 kompatibel wie auch mit neun nach 1985 gebauten Triebfahrzeugen der Chemins de fer du Jura (CJ); auch umgekehrt ist ein Tausch möglich, so sind sechs Steuerwagen der CJ mit den Triebwagen BDe 4/4 6–8 kompatibel.

## Fahrzeugpark

### Dampflokomotiven
- G 3/3 1 Le Doubs (1890) SLM 618, ex RdB, von den SBB für ein künftiges Eisenbahnmuseum – das spätere Verkehrshaus in Luzern – von 1950 bis 1968 in Vallorbe abgestellt. 1968 leihweise an die Museumsbahn Blonay–Chamby (BC) abgegeben
- G 3/3 2 Le Père Frédéric (1890) SLM 619, ex RdB, in Les Brenets in einem Mausoleum (abgeschlossenes Lokdenkmal aus Beton und Glas unterhalb des Bahnhofes Les Brenets) eingestellt
- G 3/3 3 Les Brenets (1892) SLM 716, ex RdB, 1937 defekt abgestellt, 1950 abgebrochen
- G 3/3 4 La Tourne (1904) SLM 1563, ex PSC, 1950 abgebrochen
- G 3/3 5 Tête de Ran (1904) SLM 1564, ex PSC, 1950 abgebrochen
- G 3/3 6 (1915) SLM 2529, ex PSC, 1951 an CJ verkauft, dort G 3/3 9, 1956 abgebrochen

### Triebwagen
- BDe 4/4 1 (1950) Reggiane/TIBB/SAAS, 1997/98 Umbau zum Ast 21
- BDe 4/4 2 (1950) Reggiane/TIBB/SAAS, 1986 modernisiert, Abbruch 2022
- BDe 4/4 3 Edmée[2] (1950) Reggiane/TIBB/SAAS, 1985/86 modernisiert (Anschrift: "REV Bi 21.02.86")
- BDe 4/4 4 (1950) Reggiane/TIBB/SAAS, Abbruch 2019
- BDe 4/4 5 Sophie (1950) Reggiane/TIBB/SAAS[3], 1986/87 modernisiert (Anschrift "REV Bi 27.02.1987")
- BDe 4/4 6 und 7 (1991) ACMV/ABB[4]
- BDe 4/4 8 (1996) ACMV/ABB
- ABe 4/8 9 und 10 (2024) Stadler

### Bahndienstfahrzeuge und Schienentraktore
- Tm 2/2 1 (1948) RACO/Saurer/Scintilla, 1954 Verkauf als Tm 2/2 68 an die Rhätische Bahn (RhB)[5]

### Steuerwagen
- Bt 11 (1950) Reggiane, ex Ct 11, Abbruch 2019
- Bt 12 Berthe (1950) Reggiane, ex Ct 12, 1993/94 modernisiert (Anschrift "R4 Bi 04.06.93")
- Ast 21 (1998), Umbau aus BDe 4/4 1

### Reisezugwagen
- BC 1–3 (1889) SIG, ex PSC, 1951 abgebrochen
- C 4 (1889/1929) SIG, ex BC, ex PSC, 1951 abgebrochen
- C 6 (1891) MFB, ex PSC, 1951 abgebrochen
- C 7 (1925) SIG, ex PSC, 1950/56 umgezeichnet zu B2 15, 1969 abgebrochen
- C 8 (1925) SIG, ex PSC, 1950/56 umgezeichnet zu B2 16, 1974 ausrangiert, 1989 abgebrochen
- BC 9 (1890) SIG, ex RdB BC 1
- BC 10 (1890) SIG, ex RdB BC 2, von den SBB für ein künftiges Eisenbahnmuseum – das spätere Verkehrshaus in Luzern – von 1950 bis 1968 in Vallorbe abgestellt. 1968 leihweise an die Museumsbahn Blonay–Chamby abgegeben
- C 11 (1890) SIG, ex RdB, 1951 abgebrochen
- C 12 (1897) SIG, ex RdB, 1951 abgebrochen
- C 13–14 (1897) SIG, ex RdB, 1902 ex NCB C 3–4, 1951 abgebrochen
- C 15 (1891) SIG, ex RdB, 1928 ex BC 3, 1951 abgebrochen
- CF 21 (1890) SIG, ex RdB, von den SBB für ein künftiges Eisenbahnmuseum – das spätere Verkehrshaus in Luzern – von 1950 bis 1968 in Vallorbe abgestellt. 1968 leihweise an die Museumsbahn Blonay-Chamby abgegeben.

Hinweis: Im Rahmen des Klassenwechsels im Jahre 1956 wurden nur der C 15 und C 16 von 1925 noch zu B 15 und B 16 umklassiert. Die beiden heute noch auf der Museumsbahn Blonay-Chamby vorhandenen Wagen waren zu jenem Zeitpunkt remisiert und tragen nach wie vor ihre ursprüngliche Bezeichnung.

### Gepäckwagen
- FZ 10 (1891) MFB/SIG, ex PSC, 1924 ex CF 5, 1951 abgebrochen
- FZ 11 (1889) SIG, ex PSC, 1955 abgebrochen

### Güterwagen
- G / K 21–26 ex PSC,
- G / K 27 (1954) ex O 53
- G / K 31 ex RdB
- Kklm 34–35 ex BAM 152–53, 35 umgebaut zu X 111
- K / M 36–38 ex PSC
- E / L 41 ex RdB
- H / O 41–47,49 ex PSC
- Ua 91–92, ex VBSch 96, 91, Rollschemel

Die Chemins de fer des Montagnes Neuchâteloises brachten an den Güterwagen zunächst nur den Grossbuchstaben der UIC-Bezeichnung an (z. B. G statt Gk).

### Zuteilung der BDe4/4 1–5 und Bt 11+12
- PSC – Von 1950 bis 1987: 1, 2, 4 und 11; ab 1987 bis Abbruch/Abtransport: 2, 4, 5 und 11
- RdB – 3, 5 und 12; 1987 bis 1992 war BDe 5 auf der PSC im Einsatz und wurde auf der RdB durch BDe 1 ersetzt, welcher 1997 abgebrochen wurde

Seit Beginn und bis heute hat der Fahrzeugpark der Bahnstrecke Le Locle–Les Brenets Mittelpufferkupplungen mit zwei seitlichen Kupplungshaken (Balancierhebel). Das Rollmaterial der PSC-Strecke wurde in Übereinstimmung mit der anschliessenden CJ mit automatischer +GF+-Kupplung vom Typ Nebenbahnausführung (GFN) ausgerüstet.